# 山脇康
山脇 康（やまわき やすし、1948年1月23日 - ）は、日本の実業家。日本郵船代表取締役副会長等を経て、日本パラリンピック委員会委員長、日本財団パラリンピックサポートセンター会長。

## 来歴
愛知県半田市出身。愛知県立半田高等学校を経て、1970年4月に名古屋大学経済学部を卒業し、日本郵船に入社。2006年に代表取締役副社長、2008年に副会長に就くなど重役を歴任した。日本郵船のスポンサー先であるFC東京の試合観戦に精力的で、スポンサー界隈の業界人による私設応援団において応援団長を担当。
2011年、公私共に懇意にしていた鳥原光憲に声をかけられ日本障がい者スポーツ協会理事に就いた。以来、国際パラリンピック委員会の理事も務めるなど東京パラリンピック成功に向けて力を注いだ。2021年には国際パラリンピック委員会から最高功労章のパラリンピック・オーダーを受章。

## 主な役職
- 日本郵船 代表取締役副社長 (2006年4月-2008年3月)
- 同社 代表取締役副会長 (2008年4月-2010年3月)
- 日本経済団体連合会海洋開発推進委員会総合部会 部会長
- 経済同友会 幹事 (2010年-)
- 日本障がい者スポーツ協会 理事 (2011年12月-)[7]
- 日本パラリンピック委員会 副委員長 (2012年6月-2014年8月)[7]
- 同会 委員長 (2014年8月-)[9]
- 国際パラリンピック委員会 理事 (2013年11月-)[7]
- 東京オリンピック・パラリンピック競技大会組織委員会 理事会副会長 (2014年-2022年)
- 日本財団パラリンピックサポートセンター（通称：パラサポ）会長 (2015年-)
- スポーツ庁スポーツ審議会 会長